# N910 (België)
De N910 is een gewestweg in de Belgische provincie Namen. Deze weg vormt de verbinding tussen Achêne en Mesnil-Saint-Blaise.
De totale lengte van de N910 bedraagt ongeveer 16 kilometer.

## Plaatsen langs de N910
- Achêne
- Celles
- Hulsonniaux
- Mesnil-Saint-Blaise